# 1819년 공황
1819년 공황(영어: Panic of 1819)은 미국에서 발생한 최초의 광범위하고 지속적인 금융위기로, 코튼 벨트에서의 서부 확장을 둔화시켰고, 이후 1821년까지 지속된 미국 경제의 전반적인 붕괴가 뒤따랐다. 이 공황은 미국이 유럽과의 식민지 상업적 지위에서 독립적인 경제로 전환했음을 알렸다.
경기 침체는 나폴레옹 전쟁 이후 글로벌 시장 조정에 의해 주도되었지만, 은행과 기업들의 무제한적인 지폐 발행으로 촉발된 공공 토지에 대한 과도한 투기로 인해 심화되었다.
미국 제2은행(SBUS)은 이러한 인플레이션 관행에 깊이 연루되어 있었음에도 불구하고, 1818년부터 서부 지점들의 대출을 급격히 축소함으로써 주 은행 신용 시장 규제의 부실함을 보완하려 했다. SBUS가 자체 지폐의 상환을 요구할 때 금보유고에서 실물화폐 금을 제공하지 못하자, 주 공인 은행들은 자신들이 자금을 댄 고액의 저당 잡힌 농장과 사업체들을 압류하기 시작했다. 뒤이은 금융 공황은 1817년 유럽 농업 생산의 갑작스러운 회복과 맞물려 광범위한 파산과 대량 실업으로 이어졌다. 금융 재앙과 경기후퇴는 은행 및 기업 활동에 대한 대중의 반감을 불러일으켰고, 연방 정부의 경제 정책이 근본적으로 결함이 있다는 일반적인 믿음을 형성했다. 많은 미국인들은 처음으로 지역 경제적 이익을 옹호하기 위해 정치에 참여하게 되었다.
신 공화당과 그들의 미국 시스템—관세 보호, 내부 개선, 그리고 SBUS—은 날카로운 비판에 노출되었고, 이에 대한 강력한 방어가 뒤따랐다.

## 전후 유럽의 재조정과 미국 경제: 1815~1818년
미국과 영국은 1814년 12월 24일 헨트 조약을 체결하여 미영 전쟁을 종결했다. 영국 정부는 미국에 중상주의 정책을 부과하려는 노력을 효과적으로 포기하고, 자유 무역의 발전과 미국의 광활한 서부 개척지 개방의 길을 열었다.
유럽은 나폴레옹 전쟁 이후 평시 생산과 상업으로 재조정되면서 혼란스러운 시기를 겪고 있었다. 전반적인 영향은 금과 은 실물화폐 부족으로 인한 서구 세계 전반의 물가 하락이었다. 영국은 전시 수요를 완전히 충족시키기 위해 산업 역량을 발전시켰지만, 전후 유럽 대륙은 일시적으로 영국의 잉여 제조품을 흡수하기에는 너무 황폐해졌다. 더욱이, 수년간의 전쟁으로 피폐해진 유럽 농업 생산은 자체 인구를 먹여 살릴 수 없었다. 미국의 경제도 유럽을 괴롭힌 혼란에 면역되지 않았으며, 이는 1819년 공황에 기여했다.
미국 제조업체들은 저임금 노동자들이 생산하고 경쟁 가격보다 훨씬 낮은 가격으로 책정된 영국 제품이 넘쳐나는 미국 시장에 직면했고, 이로 인해 많은 공장들이 문을 닫았다. 최근 전쟁으로 농업 생산이 마비된 유럽 대륙은 특히 면화, 밀, 옥수수 및 담배와 같은 미국 주요 작물에 대한 새로운 시장을 제공했다. 농산물 가격이 급등하면서, 남부와 서부 미국에서 투기적인 농업 토지 붐이 일어났으며, 이는 정부 공공 토지 판매에 대한 관대한 조건에 의해 장려되었다. 역사가 조지 데인저필드는 "전후 미국 경제 전체가 토지 붐에 기반을 두었다"고 언급했다. 인플레이션 거품은 1815년부터 1818년까지 성장하여 세계 물가의 전반적인 디플레이션 경향을 가렸다.

## 규제 없는 은행업과 공화주의 기업의 필수 요건
1811년 미국 제1은행의 재인가 실패로, 주 은행에 대한 규제 영향력은 사라졌다. 신용에 우호적인 공화주의자들—기업가, 은행가, 농민—은 자유방임주의 금융 원칙을 제퍼슨주의 자유지상주의의 원칙에 적용했다—토지 투기를 "강인한 개인주의" 및 개척 정신과 동일시했다. 사설 은행 이익과 그들의 동맹자들은 쉬운 신용을 제한하는 정부 은행의 규제 영향력을 포함하여, 지역 기업의 수익성에 대한 어떠한 위협도 회피하거나 저항하려고 했다. 이로 인해 주 공인 은행업이 엄청나게 확장되었으며, 공인 기관의 수는 1811년 88개에서 1815년에는 208개로 증가했는데, 대부분 중부 대서양 주에 집중되었다.
영국과의 미영 전쟁(1812–1815) 동안 미국 정부는 이 새로운 은행들로부터 대출을 받아 지폐의 확산을 장려했다. 이러한 관행은 화폐를 보다 보수적으로 대출하는 뉴잉글랜드 은행 시스템으로 이동시키는 경향이 있었고, 새로운 은행들의 경화 보유고를 고갈시켰다. 이에 대응하여 미국 정부는 전쟁 중 자유로운 대출을 연장하기 위해 주 은행들의 화폐 지불 정지에 동의했다. 이 조치는 전쟁 이후에도 지속되어, 기존 은행과 신규 은행들이 경화 통화 보유고를 고려하지 않고 수익성 있는 대출을 할 수 있게 했다. 이러한 인플레이션 관행의 결과로 투기 거품이 형성되어 경제 건강을 위협했다.
1814년까지 공화당 지도부 내의 강력한 자본가들과 경제 민족주의자들 사이에서 새로운 중앙은행과 규제 통제 재개에 대한 요구가 들려왔다.

## 미국 은행의 부활

### "미국 시스템"
미영 전쟁이 끝날 무렵 연방당의 붕괴와 함께 민주공화당은 국가 정부의 통제권을 장악했다. 전통적인 제퍼슨 농업주의 원칙들—특히 헌법의 엄격해석주의—은 기반 시설 부족, 규제 없는 은행업, 제조 물품 부족으로 인한 전쟁 중의 어려움뿐만 아니라 서부 확장을 통한 광대한 천연 자원 개발의 전망으로 인해 다소 완화되었다. 하원의장 헨리 클레이 시니어와 하원의원 존 캘훈이 이끄는 "신 공화주의자"들 사이에서 온건한 민족주의적 시각이 자리 잡았다. 알렉산더 해밀턴주의자들이 지지했던 일부 해밀턴식 프로젝트를 통합한 미국 시스템이라는 세 부분으로 된 프로그램은 "중앙집중식 은행 시스템을 통해 안정적인 경제를 만들고, 국내 제조업체가 결국 연합의 모든 지역에 도달할 수 있도록 점점 더 넓어지는 교통 및 통신망을 통해 자극을 주는 것"을 제안했다.
미국 시스템 지지자들은 제조업을 장려하기 위한 보호 관세, 내부 개선을 위한 연방 자금 지원 프로그램, 그리고 금융을 규제하기 위한 미국 제1은행의 부활을 요구했다.

### 아스터, 지라르, 패리시
미영 전쟁의 시련 속에서 미국 재무부는 군사 비용과 전시 수입 손실로 인한 파산을 막기 위해 1,600만 달러 상당의 정부 전채를 발행해야 했다. 금융가 스티븐 지라르, 거물 기업가 존 제이컵 애스터 및 상인 데이비드 패리시는 이 정부 증권을 매입하여 국가의 신용을 구했다. 그들의 영향력과 공화당 하원의원 존 C. 캘훈, 헨리 클레이와의 동맹을 통해, 그들은 새로운 중앙은행인 미국 제2은행(SBUS)의 주식으로 증권을 교환할 수 있도록 제안하여 투자를 늘리려 했다.
제임스 먼로 국무장관은 이 새로운 은행 발의를 지지했으며, 이 존경받고 친공화주의적인 사업가들을 정부의 금융 운영에 묶어두기를 원했다. 남부와 서부의 공화당원들은 중부 대서양 주의 자본가들과 합세했다. SBUS를 지지하는 존 C. 캘훈 하원의원은 연방 정부가 국가 통화 공급의 일부로서 은행 신용을 규제할 헌법적 의무가 있다고 강력히 주장했다. 1816년 1월, 그는 정부 은행(이후 미국 제2은행이 됨) 설립 법안을 하원에 제출했다. 이 법안은 의회를 통과하여 1816년 4월 제임스 매디슨 대통령의 서명을 받았다.
은행에 대한 반대는 두 가지 전선에서 나왔다: 중앙 정부의 확대를 개인의 자유에 대한 공격이자 제퍼슨 농업주의에 대한 위반으로 반사적으로 간주하는 정통 테르티움 퀴드(또는 "구 공화주의자"), 그리고 지폐를 선호했지만 지역 은행 업무에 대한 연방 규제를 반공화주의적이라고 간주했던 주 공인 민간 은행 이익 단체. 이러한 이념과 이익은 앤드루 잭슨 행정부(1829–1837) 동안 중앙은행에 반대하는 세력을 형성했고, 은행 전쟁으로 폭발하여 1833년까지 이 기관을 파괴할 것이다.
미국 제2은행은 20년 기한으로 1817년 1월에 운영을 시작했다.

### 중앙은행에 대한 신연방주의자의 기대
미국 은행의 부활에는 두 가지 주요 목표가 있었다. 첫째, 환매 재개를 유도하여 주 공인 은행의 전후 인플레이션 관행을 역전시키는 것이고, 둘째, 일반인이 은행 신용을 얻을 기회를 확대하여 기업과 질서 있고 수익성 있는 서부 확장을 촉진하는 것이었다.
SBUS의 규제 메커니즘은 미국 재무부의 예치기관으로서의 재정적 의무에 있었다. 따라서 은행은 개인, 기업 및 수입업자가 세금이나 관세 수수료를 지불할 때 유통되는 주 은행 지폐를 받았다. 중앙은행은 이러한 지불액을 즉시 자체 금속 보유고로 미국 재무부에 입금했다. SBUS는 발행된 지폐를 발행한 주 은행들이 요구 시 금과 은으로 통화를 상환("환매")하여 정부 은행에 변제할 것으로 예상했다.
지급 능력을 유지하기 위해, 주 은행들은 이상적으로는 지폐 대출을 제한해야 할 것이다. 아무리 수익성이 좋더라도 SBUS가 중요한 채권자가 되어 실물화폐 보유고를 고갈시키지 않도록 해야 한다. 이를 실패할 경우, 미국 제2은행은 이론적으로는 정부 계정을 경화로 즉시 결제하기를 거부하는 금융 기관의 지폐를 받지 않을 것이다—이는 파산의 지름길이다.
중앙은행이 인플레이션 대출에 직접 미치는 영향은 정부에 자금을 송금하는 데(즉, 세금 및 관세 납부) 지폐가 광범위하게 사용되는 공인 은행에 국한되었다. SBUS와 그 지점들은 허가되지 않은 대출 업체가 발행한 상업 어음에 대해 직접적인 통제가 거의 없었다: "은행을 시작하는 데 필요한 것은 ... 판, 인쇄기, 그리고 종이뿐이었다; '교회, 선술집, 대장간'도 적합한 장소였다." 이러한 규제되지 않은 신용 운영은 "어느 정도 규제되는 은행 시스템에 침투할 것"이며, 특히 와일드캣 뱅킹 지역에서 그러했다.

## 공황의 서곡: 1816~1818년
제임스 매디슨 미국 대통령과 알렉산더 달라스 재무장관은 1816년 10월 윌리엄 존스(연방 정부가 임명한 은행 이사 중 한 명)가 SBUS 총재로 승진하는 것을 전적으로 승인했다. 존스는 매디슨 내각의 일원이었지만, 은행가로서의 기술보다는 정치적 수완 덕분에 승진했다. 금융가이자 공동 이사였던 스티븐 지라르드는 존스의 승진에 우려를 표하며 그가 은행에 대한 공정한 리더십을 제공할 수 없을 것이라고 걱정했고, 사업가 존 제이컵 애스터는 존스가 은행의 규제 권한을 효과적으로 행사할 수 있을지에 대해 의구심을 표했다.
존스는 전후 "국가적 활기"에 따라 기관의 자원을 아낌없이 확장하여 주주들에게 막대한 배당금을 안겨주었다. 그의 은행 경영은 전국적으로 화폐가 부족했을 때 공인 은행 어음 형태의 공공 토지 수입에 대한 크로퍼드 재무장관의 관대한 정책과 일치했다.

### 미국 제2은행의 난관과 타협
미국 제2은행은 1817년 1월 미국 재무부의 재정 대리인으로 운영을 시작했다. 1817년 2월 20일 이후, SBUS는 정관에 따라 모든 정부 수입을 법정 화폐로 받기 시작할 예정이었다.
미국 수입이 수출을 초과하고 페루와 멕시코의 금은 공급원이 화폐 보유고를 보충하지 못하면서 경화 부족이 만연했다. 이러한 부족 때문에 은행 설립 조건은 개인 가입자가 금속 통화와 정부 주식의 조합으로 투자하도록 규정했다. 또한, 은행 이사들은 화폐 요건을 사실상 면제해주는 특혜를 부여했다. 궁극적으로 투자자들은 주식 자체를 담보로 은행 주식을 구매할 수 있었다. 정관 지침에 따르면, SBUS는 개업 시 2,800만 달러 상당의 화폐를 확보해야 했지만, 운영 시작 시 200만 달러밖에 확보하지 못하여, 1817년과 1818년 런던 금융 시장에서 고금리로 화폐를 구매해야 했고, 이는 SBUS의 신용에 과도한 부담을 주었다.
환매 재개 기한인 2월 20일이 다가오자 사설 (즉, 주 공인) 은행들은 SBUS 관계자들과의 협력을 보류했다. 중앙은행의 규제 영향에 굴복하는 것을 꺼렸고, 상환 불가능한 지폐 발행으로 인한 막대한 이익이 줄어드는 것을 싫어했기 때문이다. 1817년 2월 1일, 펜실베이니아, 뉴욕, 메릴랜드, 버지니아의 은행가 협회는 윌리엄 H. 크로퍼드 신임 재무장관과 윌리엄 존스 SBUS 총재를 만나, 중앙은행이 사설 은행들의 채권자로서 역할을 수행하는 능력을 약화시키는 타협안을 마련했다.
SBUS 이사들은 크로퍼드 장관의 승인 하에 1817년 7월 1일까지 주 은행에 예치된 공공 예금 회수를 자제하기로 약속했다. 더욱이, 그들은 주 기관으로부터 공공 부채를 회수하기 전에 은행의 신용을 대폭 확대하기로 동의했다—할인을 통해 600만 달러. 사실상, 중앙은행은 사설 은행들을 자신의 채권자로 바꾸어, 미국 은행이 규제 기능을 수행하기 몇 달 전부터 SBUS 보유고에서 화폐를 인출하도록 유도했다. 이러한 "불길한 조건" 하에 은행이 출범했으며, 그 운영 성공은 이미 위기에 처해 있었다.

### 미국 제2은행 지점 대출과 프론티어 토지 붐
1817년 SBUS의 18개 지점은 필라델피아 본부나 미국 재무부로부터 거의 감독을 받지 않고 운영되었다. 이러한 정책은 부분적으로 호감의 시대 동안 공화당원들 사이에 만연했던 사회 철학에서 비롯되었는데, 이는 신용 관행을 공화주의화하고 서부 이주를 장려하려는 것이었다.
미국 정부는 에이커당 2달러(최소 160에이커)에 공공 토지를 제공하여 이러한 토지 정착을 장려했지만, 경매는 판매를 지연시키고 가격을 약간 올리는 경향이 있었다. 조건은 총 비용의 4분의 1을 계약금으로 지불하고 나머지는 4년 할부로 지불하도록 요구했다. 5년 이내에 전액을 지불하지 못하면 몰수되었다. 공공 토지 부채는 1815년 300만 달러에서 1818년 1,700만 달러로 급증했다.
미국 재무부는 서부 및 남부 주 은행이 발행한 지폐 형태로 토지 대금을 받았다. 이들 기관은 종종 과도하게 확장된 신용을 뒷받침할 충분한 현금 보유고가 부족했다. 토지 붐이 지속되는 한, 재무부는 공공 토지 판매를 위해 가치가 하락한 지폐를 받아야 했고, 이는 전쟁 부채를 갚으려는 정부의 노력을 약화시켰지만, 사설 은행의 파산을 막는 역할을 했다.
서부와 남서부의 SBUS 지점 은행들이 토지 붐 농민과 투기꾼들에게 자체 SBUS 지폐를 과도하게 발행하면서, 과도한 대출의 또 다른 주기를 부채질하기 위해 북부와 동부의 SBUS 지점 은행에서 자체 지폐를 경화로 상환하여 현금 보유고를 보충하려 했다.
SBUS 지점 은행들은 와일드캣 뱅킹에 본떠 자체 지폐를 너무 많이 유통시켜 규제 능력을 상실했다. 그들은 공공 예금을 보유한 주 은행들에게 무모하게 화폐 지불을 요구할 수 없었다. 왜냐하면 그렇게 하면 그들 자신의 지폐가 환매를 위해 제시될 것이기 때문이었다.
공황 이전에 이러한 불안정한 경제 상황—"급속한 확장, 투기, 그리고 와일드캣 뱅킹"의 발현—은 남부와 서부에서 만연했으며, 그곳에서 경제 붕괴가 가장 심각할 것이었다.
1818년 7월까지 미국 제2은행의 지급 준비금은 2240만 달러를 초과했지만, 화폐 기금은 240만 달러에 불과했다. 이는 10:1의 비율로, 지속 가능하다고 여겨지는 5:1의 두 배였다.

## 공황 "촉발"[73]
금융 공황의 시작은 미국 제2은행이 1818년 여름부터 급격한 신용 축소를 시작하면서 "촉발", "유발" 또는 "촉진"되었다고 다양하게 묘사된다.
1815년 탐보라산의 분출은 여름 없는 해를 초래하여 그 해 유럽 농업이 실패했다. 프론티어 토지 붐과 주요 상품의 해외 시장 간의 연관성은 1817년 유럽이 마침내 나폴레옹 전쟁 후 수확량 부족에서 회복하여 풍작을 생산하기 시작하면서 극적으로 드러났다. 유럽 수요를 이용하기 위해 생산을 확대한 미국 농장주들과 농민들은 생산량이 증가했음에도 농산물 가격이 절반으로 떨어지는 것을 발견했다. 영국이 고가인 미국산 면화 구매를 피하기 위해 동인도 면화 수입을 늘리기 시작하면서 남서부 농장들은 황폐해졌다. 인도는 영국까지의 운송 비용이 저렴했을 뿐만 아니라, 재배 기간도 길었고, 전체 루이지애나 매입 지역보다 더 많은 면화 재배 전용 토지를 가지고 있었다. 펜실베이니아의 정치 경제학자이자 대륙 회의 대표였던 텐치 콕스는 외국 경쟁으로 인한 "실질적인 악"에 대해 경고했다. 콕스는 많은 사람들에 의해 "미국 면화 산업의 아버지"로 불린다. 면화 가치는 1818년에 흔들리기 시작했고, 투기 거품이 터질 위협이 있었다. 유럽의 이러한 발전은 대출의 전반적인 위축을 시사했다.
1818년 8월, 신용이 위험할 정도로 과도하게 확장되자, 윌리엄 존스의 지시에 따라 BUS 지점들은 모든 주 공인 은행 지폐를 거부하기 시작했다. 미국 재무부 수입 지불에 사용되는 지폐는 예외로 했다. 1818년 10월, 미국 재무부는 루이지애나 매입 채권을 상환하기 위해 BUS에서 200만 달러의 화폐 이체를 요구했다.
서부와 남부의 주 은행들은 필요한 화폐를 제공할 수 없게 되자, 자신들이 자금을 댔던 고액의 저당 잡힌 토지에 대한 대출 회수를 시작했다. 현금이 부족한 농민과 투기꾼들은 토지 가치가 50%에서 75%까지 떨어지는 것을 발견했다. 은행들은 부동산을 압류하기 시작했고, 이를 채권자인 미국 제2은행으로 이전했다.
1819년 1월 면화 가격이 하루 만에 25% 폭락했다는 소식이 전해지자, 뒤이은 공황은 미국을 경기침체로 몰아넣었다. 윌리엄 존스는 BUS 총재직을 사임하고, 그 자리를 사우스캐롤라이나 출신의 랭던 치브스가 대신했다.

### 공황에 대한 BUS의 반응
윌리엄 존스가 시작한 제한적 긴축 정책은 그의 후임자인 사우스캐롤라이나 전 하원의원 랭던 치브스에 의해 엄격하게 적용되었다. 그의 지지자들 중에는 제임스 먼로 미국 대통령, BUS 이사 스티븐 지라르와 니콜라스 비들 그리고 재정적으로 보수적이며 정치적 영향에 면역된 은행 리더십을 원했던 주주들이 있었다.
치브스가 시행한 긴축 통화 정책—금융 재앙에 대처하기 위한 원칙적인 노력—은 불황을 심화시키고 이미 진행 중이던 회복을 저해하는 결과를 초래했다. 공공 토지 부채 경감 법안을 통해, 치브스는 BUS 총재로 취임한 지 1년 만에 은행의 토지 부채를 600만 달러 줄이는 데 성공했다. 화폐 또한 1819년 250만 달러에서 1820년 340만 달러로, 그리고 1821년에는 800만 달러로 크게 보충되었다. 추가적인 결과로, 유통되는 지폐는 1816년부터 1820년까지 4년 동안 약 2,300만 달러 감소했다.
이러한 "엄격한 절차"를 사용하여, 치브스는 1819년 초 은행을 건실한 기반 위에 올려놓았다. 은행 전쟁 동안 미국 제2은행의 주요 비평가는 이렇게 관찰할 것이다: "은행은 구원되었고, 사람들은 파멸되었다."

### 공황에 대한 BUS의 책임
존스-치브스 행정부 하에서 미국 제2은행의 무능한 경영에도 불구하고, 이 은행은 1819년 공황이나 그 이후의 원인 제공자는 아니었다. 공황과 경기 침체에 기여한 역사적 과정들은 은행의 통제 범위를 벗어났는데, 여기에는 유럽 시장 변동, 수많은 사설 은행들의 연방 규제 방해, 그리고 대출자와 차용자 모두 신용 확장과 토지 붐을 가능하게 한 새로운 금융 메커니즘에 대한 광범위한 무지가 포함되었다.
은행의 역할은 금융 시장의 변동성을 자동으로 억제하는 자제력이었지만, 이러한 호황-불황 에피소드를 막는 것은 아니었다. 역사가 조지 데인저필드는 "만약 [미국 제2은행]이 처음부터 현명하게 관리되었다면, 공황을 막을 수는 없었을 것이며, 단지 그 영향을 완화할 수 있었을 뿐이다"라고 썼다.
 "1819년 공황은 ... 전후 과도한 신용 확장, 1817년 유럽의 풍작 이후 수출 시장의 붕괴, 미국 제조업자들을 폐쇄시킨 유럽산 수입품의 저렴한 가격, 1811년 이후 주 은행의 과도한 확장과 미국 제2은행의 불건전한 정책으로 인한 재정 불안정, 그리고 광범위한 실업 등 여러 요인으로 인해 심화되었다."
 — 역사가 해리 암몬, 제임스 먼로: 국가 정체성을 위한 탐구 (1971)

## 위기에 대한 대응
먼로 대통령은 당시 통용되던 좁은 통화적 관점에서 경제 위기를 해석하여, 정부의 행동을 긴축과 재정 안정 확보로 제한했다. 그는 은행 예금주들에게 화폐 지불을 중단하는 데 동의했고, 이는 1837년 공황과 1857년 공황의 선례가 되었다. 먼로는 개선된 교통 시설이 필요하다는 데 동의했지만, 헌법 개정 없이는 내부 개선에 대한 세출을 승인하는 것을 거부했다.
1821년, 의회는 공공 토지 채무자 구제법을 통과시켰다. 이 법안은 정부로부터 토지를 구입하여 빚을 진 채무자들이 이미 지불한 토지 부분을 소유하고 남은 금액을 포기하도록 허용했다. 또한, 빠른 지불에 대한 할인을 제공하며 지불 일정을 수년 연장했다. 뉴잉글랜드 주를 제외하고 대부분의 주에서는 이 조치를 강력히 지지했다. 특히 서부 농촌 지역의 많은 주 의회에서는 채무자들을 위한 추가 구제 조치를 통과시켰다.
공황에 대한 또 다른 대응은 주로 주 차원에서의 통화 확대였다. 테네시, 켄터키, 일리노이에서는 주 은행들이 화폐 지급을 중단하고 상환 불가능한 지폐를 대량으로 발행했다. 그러나 다른 대부분의 주들은 인플레이션 정책을 피하고 화폐 지불을 강제했다. 모든 주에서는 각 정책의 장점에 대한 활발한 논쟁이 벌어졌다. 재무장관 크로퍼드는 미래의 위기를 예방하기 위한 조치로 은행 신용 제한을 옹호했다. 은행 규제는 주로 주의 책임으로 간주되었고, 공황 이후 몇 년 동안 여러 주에서는 은행들이 화폐로 전환할 능력을 보장하기 위해 특정 고정된 자본 비율을 유지하도록 요구하는 규제를 통과시켰다.
1819년 공황의 또 다른 효과는 미국 산업에 대한 보호 관세 지지의 증가였다. 필라델피아 인쇄업자 매슈 캐리와 같은 목소리 높은 보호주의자들은 경기 침체의 원인을 자유 무역으로 돌리고 관세가 미국 번영을 보호할 것이라고 주장했다. 일반적으로 관세 지지는 중부 대서양 주에서 가장 강력했으며, 수출 비중이 높은 남부 주에서는 반대했다.

## 장기적인 영향
이 공황은 처음으로 채무 구제 정책뿐만 아니라 빈곤 구제 문제에도 관심을 집중시켰다. 도시 및 주 정부는 빈곤 문제에 대한 공공 정책 개혁에 보다 효과적으로 접근하기 시작했으며, 분류 시스템도 만들어졌다(건강한 사람 대 장애인, 일시적 대 장기적 등). 빈곤 문제 해결에 대한 대중의 관심은 결과적으로 공교육 시스템으로 이어졌다.
보호 관세에 대한 대중의 지지는 다시 한번 커졌다. 그러나 1828년 "혐오스러운 관세"가 시행되자 지역적 불만이 무효화 위기를 촉발했다. 이 위기는 "민주적 행동의 중요한 선례"로 여겨진다.
더 현대적인 관점에서 보면, 오늘날 많은 경제사학자들은 1819년 공황이 미국이 현대 경기순환에 진입하는 계기가 되었다는 데 동의한다.
1819년 공황은 또한 미국 시민들이 멕시코의 코아우일라 이 테하스 주로 이주하도록 자극했다고 평가받는데, 이 지역은 후에 텍사스 공화국이 되었고, 그 후에는 미국 내 텍사스 주가 되었다. 1830년까지 만 이천 명 이상의 미국인들이 현재의 텍사스 주 지역으로 이주했다.

## 경제적 해석
서로 다른 경제 사상 학파들은 1819년 공황에 대한 설명을 제공했다.
오스트리아 학파 경제학자들은 1819년 공황으로 인한 전국적인 경기후퇴를 팽창적 통화 정책의 첫 실패로 본다. 이 이론은 1962년 출판된 1819년 공황이라는 머리 로스바드의 박사 학위 논문에서 처음으로 상세히 설명되었다. 수년 동안 이 책은 이 주제에 대한 유일한 책이었다. 이 설명은 오스트리아 경기순환 이론에 기반을 두고 있었다. 미국 정부는 미영 전쟁 자금을 조달하기 위해 막대한 차입을 했고, 이로 인해 은행의 화폐 보유고에 엄청난 부담을 주어 1814년에, 그리고 1819-1821년 경기침체 기간 동안 다시 화폐 지불이 중단되었으며, 이는 예금주의 계약상 권리를 침해했다. 상환 의무의 정지는 새로운 은행 설립과 지폐 발행 확대를 크게 촉진했으며, 이러한 화폐 인플레이션은 지속 불가능한 투자를 부추겼다. 곧 통화 상황이 위협적이라는 것이 분명해졌고, 미국 제2은행은 확장을 중단하고 고통스러운 긴축 과정을 시작할 수밖에 없었다. 파산, 은행 파산, 뱅크런의 물결이 일어났고, 물가는 하락했으며, 대규모 도시 실업이 시작되었다. 1819년까지 미국의 토지 면적은 3,500,000 에이커 (14,000 km2)에 달했고, 많은 미국인들은 대출금을 갚을 돈이 충분하지 않았다.
케인스 경제학 이론을 따르는 경제학자들은 1819년 공황이 모든 현대 경제에 공통적인 호황-불황 주기를 겪는 초기 공화국의 첫 경험이었다고 주장한다. 윌리엄 & 메리 대학의 경제학 교수 클라이드 호울먼은 공황이 부분적으로 미국 제2은행의 대출 회수 결정으로 인해 발생했다고 주장한다. 불황과 과도한 투기 문제와 결합하여, 공황은 미국 경제 역사의 새로운 단계를 시작했는데, 성숙한 시장 기관들이 순환적으로 호황에서 불황으로 계속 움직일 것이라는 것이다.

## 같이 보기
- 미국의 경기후퇴 목록
- 1857년 공황
- 경기순환
- 케인스 경제학
- 통화 정책
- 오스트리아 경기순환 이론
- 나폴레옹 전쟁 이후 경기침체

## 내용주
- Ammon, Harry (1971). 《James Monroe: The Quest for National Identity》. New York: 맥그로힐, New York. ISBN 9780813912660.
- Ammon, Harry (2002). 《Presidents: A Reference History》. The Gale Group, Inc. Farmington Hills, Michigan.
- Dangerfield, George (1952). 《The Era of Good Feelings》. New York: Harcourt, Brace & Co. ISBN 978-0-929587-14-1.
- Dangerfield, George (1965). 《The Awakening of American Nationalism: 1815-1828》. Harper & Row. New York. ISBN 978-0-88133-823-2.
- Hammond, Bray (1947). 《Jackson, Biddle, and the Bank of the United States》. 《Journal of Economic History, VIII (May 1947), I-23.》.
- Hammond, Bray (June 1956). 《Jackson's Fight with the Money Power》. 《아메리칸 헤리티지》 7 (American Heritage Publishing Company).
- Hammond, Bray (1957). 《Banks and Politics in America, from the Revolution to the Civil War》. Princeton, 프린스턴 대학교 출판부. ISBN 9780691005539.
- Hofstadter, Richard (1948). 《The American Political Tradition and the Men Who Made It》. New York: A. A. Knopf. ISBN 9780679723158.
- Malone, Dumas; Rauch, Basil (1960). 《Empire for Liberty: The Genesis and Growth of the United States of America.》. Appleton-Century Crofts, Inc. New York.
- Meyers, Marvin (1953). 《The Jacksonian Persuasion》. Rinehart and Winston, Inc. New York. ISBN 9780804705066.
- Miller, John C. (1960). 《The Federalists: 1789-1801》. Harper & Row, New York. ISBN 9781577660316.
- Parsons, Lynn Hudson (2009). 《The Birth of Modern Politics: Andrew Jackson, John Quincy Adams and the Election of 1828》. 옥스퍼드 대학교 출판부, New York. ISBN 9780199754243.
- Remini, Robert V. (1981). 《Andrew Jackson and the Course of American Freedom, 1822-1832》. Harper & Row, New York. ISBN 9780060148447.
- Remini, Robert V. (1984). 《Andrew Jackson and the Course of American Freedom, 1833-1845》. Harper & Row, New York.
- Remini, Robert V. (1993). 《Henry Clay: Statesman for the Union》. W. W. Norton & Company, New York. ISBN 9780393030044.
- Rothbard, Murray (1962). 《The Panic of 1819: Reactions and Policies》 (PDF). Columbia University Press, New York. ISBN 0-404-51605-X. 2009년 3월 20일에 원본 문서에서 보존된 문서.
- Schlesinger, Arthur M. (1945). 《The Age of Jackson》 (PDF). Little, Brown and Company (1953). Boston, Massachusetts.
- Wilentz, Sean (2008). 《The Rise of American Democracy: Jefferson to Lincoln.》. W. W. Norton & Company, New York. ISBN 9780393329216.

## 추가 자료
- Browning, Andrew H. (2019). 《The Panic of 1819: The First Great Depression》. University of Missouri. ISBN 978-0826221834. 온라인 리뷰
- Cayton, Andrew R. L. (1982). 《The Fragmentation of 'A Great Family': The Panic of 1819 and the Rise of the Middling Interest in Boston, 1818-1822》. 《Journal of the Early Republic》 2. 143–167쪽. doi:10.2307/3122690. JSTOR 3122690.
- Blackson, Robert M. (1989). 《Pennsylvania Banks and the Panic of 1819: A Reinterpretation》. 《Journal of the Early Republic》 9. 335–358쪽. doi:10.2307/3123593. JSTOR 3123593.
- Sobel, Robert (1988). 《Panic on Wall Street: A Classic History of America's Financial Disasters》. New York: Dutton. ISBN 0-525-48404-3.